# Xerocrassa nicosiana
Xerocrassa nicosiana е вид коремоного от семейство Hygromiidae.

## Разпространение
Видът е разпространен в Кипър.